# Sabrina Claudio
Sabrina Claudio (Miami, Florida, Estados Unidos; 19 de septiembre de 1996) es una cantautora, estadounidense. A finales de 2016, subió varias canciones a su cuenta de SoundCloud, antes de lanzar su EP, Confidently Lost convirtiéndose en una de las mejores exponentes femeninas de R&B, en marzo de 2017. Su sencillo "Unravel Me" llegó al número 22 en la lista Billboard Twitter Artistas Emergentes, y su sencillo "Belong to You" alcanzó el número 2 en la misma. Su mixtape debut, About Time fue lanzado el 5 de octubre de 2017. Llegó al número 13 en la lista Billboard Top Álbum R&B.

## Vida y carrera
Claudio es cubana-puertorriqueña, creció en Miami y luego se mudó a la ciudad de Los Ángeles. Comenzó a grabar y subir videos a Twitter y YouTube antes de empezar a subir sus canciones a SoundCloud.
En 2016, lanzó varios sencillos, incluyendo "Runnin' Thru Lovers", "Orion's Belt", y Confidently Lost. Figuró en el sencillo de Duckwrth titulado "I'm Dead" de su álbum I'm Uugly. Estas canciones formaron parte de su EP, Confidently Lost el cual fue lanzando independientemente en SoundCloud.
En mayo de 2017, lanzó el sencillo, "Unravel Me",  alcanzó el puesto #22 en la lista de Billboard de Artistas Emergentes. En julio de 2017 lanza otro sencillo, "Belong to You," que llegó a la posición #2.
Se anunció en agosto de 2017 que realizaría una gira por América del Norte con el rapero, cantante y compositor estadounidense 6lack, denominada Free 6lack.
El 5 de octubre de 2017, su mixtape debut, About Time, fue lanzado oficialmente. Contiene sencillos como "Unravel Me" y "Belong to You". De octubte a noviembre de 2017, Apple Music promovió a Claudio como su nueva artista.
En 2018, una antigua cuenta de la red social Twitter donde se hicieron comentarios racistas fue identificada como suya. Pidió perdón por Twitter, antes de borrarla. El 2 de abril de 2018, lanza el sencillo "All to You", seguido de "Don't Let Me Down" junto a Khalid en abril 4.
Su álbum de estudio debut, No Rain, No Flowers, fue lanzado el 15 de agosto de 2018, precedido por el sencillo "Messages From Her".
Estrena Truth Is, su segundo disco, el 4 de octubre de 2019. Cantó a dúo "Rumors" con el cantante y compositor británico Zayn, conocido por haber sido miembro del grupo juvenil One Direction.
A sus 24 años, la artista estadounidense lanzó el 27 de noviembre de 2020, Christmas Blues; el disco con temática navideña tiene el respaldo de músicos reconocidos como el canadiense The Weeknd y la cantante, compositora, productora discográfica y actriz estadounidense Alicia Keys.

## Discografía

### Álbumes de estudio
| Título              | Detalles |
| ------------------- | --- |
| No Rain, No Flowers | - Lanzado: 15 de agosto de 2018 - Disquera: SC Entertainment, LLC - Formatos: Descarga digital, streaming                                    |
| Truth Is            | - Lanzado: 4 de octubre de 2019 - Disquera: SC Entertainment, LLC - Formatos: Descarga digital, streaming                                    |
| Christmas Blues     | - Lanzado: 27 de noviembre de 2020 - Disquera: SC Entertainment, LLC, APG / Atlantic Recording Corp. - Formatos: Descarga digital, streaming |

### Mixtapes
| Título     | Detalles                                                                                             | Posición máxima | Posición máxima | Posición máxima | Posición máxima |
| Título     | Detalles                                                                                             | US              | US R&B          | US Heat         | NZ Heat.        |
| ---------- | --- | --------------- | --------------- | --------------- | --------------- |
| About Time | - Lanzado: 5 de octubre de 2017 - Disquera: SC Entertainment - Formatos: Digital download, streaming | 115             | 14              | 10              | 9               |

### EP
| Confidently Lost                                                             | - Lanzado: 3 de marzo de 2017 (US) - Disquera: SC Entertainment - Formatos: Digital download, streaming               | 18 |
| Up Next Session: Sabrina Claudio                                             | - Lanzado: 5 de octubre de 2017 [cita requerida] - Disquera: SC Entertainment - Formatos: Digital download, streaming | —  |
| "—" indica elementos que no se lanzaron en ese país o no fueron registrados. | |    |

### Sencillos

#### Como artista principal
| "Confidently Lost"                                                           | 2017 | —  | —  | —  | Confidently Lost    |
| "Unravel Me"                                                                 | 2017 | —  | —  | —  | About Time          |
| "Belong to You"                                                              | 2017 | —  | —  | —  | About Time          |
| "Frozen"                                                                     | 2017 | —  | 14 | —  | About Time          |
| "All to You"                                                                 | 2018 | —  | —  | —  |                     |
| "Don't Let Me Down" (feat. Khalid)                                           | 2018 | 22 | 11 | 10 |                     |
| "Messages From Her"                                                          | 2018 | —  | —  | —  | No Rain, No Flowers |
| "Numb"                                                                       | 2018 | —  | —  | —  | No Rain, No Flowers |
| "Energy" (with A$AP Rocky and Burns)                                         | 2019 | —  | —  | 21 |                     |
| "As Long as You're Asleep"                                                   | 2019 | —  | —  | —  | Truth Is            |
| "Holding the Gun"                                                            | 2019 | —  | —  | —  | Truth Is            |
| "Rumors" (feat. Zayn)                                                        | 2019 | —  | —  | —  | Truth Is            |
| "—" indica elementos que no se lanzaron en ese país o no fueron registrados. |      |    |    |    |                     |

#### Sencillos promocionales
| Título            | Año  | Album    |
| ----------------- | ---- | -------- |
| "On My Shoulders" | 2019 | Truth Is |
| "Truth Is"        | 2019 | Truth Is |

#### Como artista invitada
| Título                                                 | Año  | Álbum          |
| ------------------------------------------------------ | ---- | -------------- |
| "Compromise" (Gallant feat. Sabrina Claudio)           | 2019 | Sweet Insomnia |
| "See the Way" (The Chainsmokers feat. Sabrina Claudio) | 2019 | World War Joy  |

### Otras canciones
| Título                              | Año  | Otro(s) artista(s) | Álbum                                                  |
| ----------------------------------- | ---- | ------------------ | ------------------------------------------------------ |
| "Cross Your Mind"                   | 2018 |                    | Fifty Shades Freed: Original Motion Picture Soundtrack |
| "Cross Your Mind" (Spanish version) | 2018 |                    | Fifty Shades Freed: Original Motion Picture Soundtrack |
| "Song for You"[cita requerida]      | 2018 | David Dilin        | Albert Chain                                           |
| "That’s Why I Love You"             | 2019 | SiR                | Chasing Summer                                         |

### Videos musicales
| Título                          | Año  | Director(es)      | Ref.   |
| ------------------------------- | ---- | ----------------- | ------ |
| "Orion's Belt"                  | 2016 | DOBS & Sean Gowdy | [ 39 ] |
| "Confidently Lost"              | 2016 | Daniel Behrens    | [ 40 ] |
| "Tell Me" x "Too Much Too Late" | 2017 | Daniel Behrens    | [ 41 ] |
| "Unravel Me"                    | 2017 | Sasha Samsonova   | [ 42 ] |
| "Belong to You"                 | 2017 | Millicent Hailes  | [ 43 ] |
| "Stand Still"                   | 2017 | Baxter Stapleton  | [ 44 ] |
| "Rumors"                        | 2019 | Brian Petchers    | [ 45 ] |
| "On My Shoulders"               | 2019 | Sabrina Claudio   | [ 46 ] |
| "Warm December"                 | 2020 | Prince & Jacob    | [ 46 ] |

## Giras
Artista principal
- Sabrina Claudio - Truth Is Tour (2019)
- Sabrina Claudio - No Rain No Flowers Tour (2018)

Telonera
- 6lack – Free 6lack Tour 2017
- The Weeknd - After Hours Tour (2021)